# Karl-Heinz Zirpel
Karl-Heinz Zirpel (* 9. Juni 1927 in Breslau) ist ein ehemaliger deutscher Wirtschaftsfunktionär und DDR-Diplomat (Handelsrat).

## Leben
Karl-Heinz Zirpel beantragte am 2. Februar 1944 die Aufnahme in die NSDAP und wurde zum 20. April desselben Jahres aufgenommen (Mitgliedsnummer 9.907.644). Nach dem Ende des Zweiten Weltkriegs wurde er aus seiner Heimat Niederschlesien vertrieben. Er kam in die „Sowjetisch besetzte Zone“ (SBZ) Deutschlands und trat in die SED ein.
Er war zunächst Funktionsträger beim Aufbau der Wirtschaft in der SBZ. In den 1950er Jahren war er Import-Direktor und Generaldirektor des Deutschen Innen- und Außenhandels Chemie. Anschließend arbeitete er als Hauptverwaltungsleiter im Ministerium für Außenhandel und Innerdeutschen Handel. 1962 trat er in den Diplomatischen Dienst der DDR ein. Als Handelsrat und Leiter der Handelsvertretung seines Landes war er bis März 1966 in der Vereinigten Arabischen Republik (VAR), in Kairo, eingesetzt. Von 1972 bis mindestens 1977 übte er in Rumäniens Hauptstadt Bukarest dieselbe Tätigkeit aus.

## Auszeichnungen
- 1965: Vaterländischer Verdienstorden in Bronze[3][2]
- 1977: Banner der Arbeit Stufe III[5]